# کوکو روچا
کوکو روچا (انگلیسی: Coco Rocha؛ زادهٔ ۱۰ سپتامبر ۱۹۸۸) مدل اهل کانادا است. او سال ۲۰۰۶ با افتتاح مد لباس کریستین لاکروآ به شهرت رسید و پس از آن در بسیاری از کمپینهای تبلیغاتی مد شرکت داشته و تصویرش روی جلد معتبرترین مجلات مد رفته‌است.